# Pösing
Pösing település Németországban, azon belül Bajorországban. Lakosainak száma 1006 fő (2023. december 31.).

## Népesség
A település népessége az elmúlt években az alábbi módon változott:
| Lakosok száma | 427  | 797  | 954  | 870  | 963  | 997  | 994  | 989  | 966  | 1006 |
|               | 1875 | 1950 | 1975 | 1987 | 2012 | 2014 | 2016 | 2017 | 2021 | 2023 |